# Leskea brevifolia
Leskea brevifolia är en bladmossart som beskrevs av Lindberg in Machado Guimaraes 1918. Leskea brevifolia ingår i släktet Leskea och familjen Leskeaceae. Inga underarter finns listade i Catalogue of Life.